# Zachary Ramacci
Zachary Ramacci (2003) es un deportista estadounidense que compite en gimnasia en la modalidad de trampolín. Ganó una medalla de plata en el Campeonato Mundial de Gimnasia en Trampolín de 2022, en la prueba de equipo mixto.

## Palmarés internacional
| Campeonato Mundial | Campeonato Mundial | Campeonato Mundial | Campeonato Mundial |
| Año                | Lugar              | Medalla            | Prueba             |
| ------------------ | ------------------ | ------------------ | ------------------ |
| 2022               | Sofía (Bulgaria)   | Medalla de plata   | Equipo mixto       |